# مزرعه صادق آباد
مزرعه صادق آباد یک روستا در ایران است که در دهستان خبریز واقع شده‌است. مزرعه صادق آباد ۳۷ نفر جمعیت دارد.